# Happy Holidays
Happy Holidays è un album natalizio, il settimo del cantante britannico Billy Idol, pubblicato nel 2006.

## Tracce
1. Frosty the Snowman
2. Silver Bells
3. Happy Holiday
4. Merry Christmas Baby
5. White Christmas
6. Here Comes Santa Claus
7. God Rest Ye, Merry Gentlemen
8. Santa Claus Is Back in Town
9. Let It Snow
10. Winter Wonderland
11. Run Rudolph Run
12. Blue Christmas
13. Jingle Bell Rock
14. Christmas Love
15. O Christmas Tree
16. Silent Night
17. Auld Lang Syne